# BluVolley Verona 2013-2014
Questa voce raccoglie le informazioni riguardanti il BluVolley Verona nelle competizioni ufficiali della stagione 2013-2014.

## Stagione
La stagione 2013-14 è per il BluVolley Verona, sponsorizzato da Calzedonia, la decima, la sesta consecutiva, in Serie A1; viene cambiato l'allenatore, con l'arrivo in panchina di Andrea Giani, così come è modificata buona parte della rosa: vengono acquistati i palleggiatori Alessandro Blasi e Dante Boninfante, i centrali Simone Anzani e Andrea Coali e gli attaccanti Mitja Gasparini, Adam White e Nikola Kovačević, quest'ultimo però arrivato nell'ultima parte di stagione; tra le poche conferme quelle di Aidan Zingel e Thijs ter Horst, mentre tra le partenze quelle di Mauro Gavotto, Michal Rak, Svetoslav Gocev e Marco Meoni.
Il campionato si apre con una sconfitta in casa della Callipo Sport, mentre la prima vittoria arriva nella giornata successiva contro il Piemonte Volley, a cui segue anche quella contro la Pallavolo Città di Castello: tutto il resto del girone di andata è un alternarsi di vittorie e di sconfitte che portano la squadra al quinto posto in classifica, qualificandola anche per la Coppa Italia. Il girone di ritorno comincia con un successo, a cui fanno seguito quattro stop consecutivi: dopo una vittoria sul Top Volley, seguono altre cinque sconfitte, nelle ultime cinque giornate: il BluVolley Verona chiude la regular season all'ottavo posto, l'ultimo disponibile per qualificarsi ai play-off scudetto, dove, nei quarti di finale, incontra l'Associazione Sportiva Volley Lube, la quale, nonostante una vittoria sofferta in gara 1, al tie-break, riesce ad aggiudicarsi le due gare per passare al turno successivo e quindi ad eliminare gli scaligeri; il club veronese accede quindi ai play-off Challenge Cup, ma anche in questo caso viene eliminato nei quarti di finale, perdendo sia la gara di andata che quella di ritorno contro il Gruppo Sportivo Porto Robur Costa.
Il quinto posto al termine del girone di andata della Serie A1 2013-14 permette l'accesso alla Coppa Italia: tuttavia l'avventura si interrompe già ai quarti di finale a seguito del 3-1 inflitto dalla Sir Safety Perugia.

## Organigramma societario
Area direttiva
- Presidente: Nereo Destri
- Consulente legale: Stefano Fanini
- Amministratore delegato: Piero Rebaudengo (dal 23 aprile 2014)

Area organizzativa
- Team manager: Gian Andrea Marchesi
- Consigliere: Luca Bazzoni, Andrea Corsini, Stefano Magrini, Luigi Zanella
- Logistica prima squadra: Milan Grubor, Claudio Tamanini

Area tecnica
- Allenatore: Andrea Giani
- Allenatore in seconda: Matteo De Cecco
- Scout man: Paolo Rossi

Area comunicazione
- Ufficio stampa: Giulia Sambo

Area marketing
- Ufficio marketing: Gian Paolo Zaffani

Area sanitaria
- Responsabile staff medico: Giorgio Pasetto
- Medico: Anselmo Pallone
- Preparatore atletico: Luca Baratto
- Fisioterapista: Claudio Bignotti, Simone Broglia
- Osteopata: Gianluca Fiorio

## Rosa
| N° | Nome                 | Ruolo | Data di nascita   | Nazionalità sportiva |
| -- | -------------------- | ----- | ----------------- | -------------------- |
| 1  | Aidan Zingel         | C     | 19 novembre 1990  | Australia            |
| 2  | Alessandro Blasi     | P     | 22 marzo 1992     | Italia               |
| 3  | Nicola Pesaresi      | L     | 11 febbraio 1991  | Italia               |
| 4  | Thijs ter Horst      | S     | 18 settembre 1991 | Paesi Bassi          |
| 5  | Andrea Coali         | C     | 16 dicembre 1992  | Italia               |
| 6  | Mitja Gasparini      | S/O   | 26 giugno 1984    | Slovenia             |
| 8  | Pasquale Gabriele    | S     | 5 gennaio 1991    | Italia               |
| 9  | Adam White           | S     | 8 novembre 1989   | Australia            |
| 10 | Dante Boninfante     | P     | 7 marzo 1977      | Italia               |
| 11 | Federico Centomo     | L     | 11 novembre 1992  | Italia               |
| 13 | Giacomo Bellei       | S/O   | 7 febbraio 1988   | Italia               |
| 16 | Nikola Kovačević     | S     | 14 febbraio 1983  | Serbia               |
| 17 | Simone Anzani        | C     | 24 febbraio 1992  | Italia               |
| 18 | Juan Manuel González | S     | 11 gennaio 1994   | Spagna               |

## Mercato
| Acquisti | Acquisti             | Acquisti           | Acquisti   |
| R.       | Nome                 | da                 | Modalità   |
| -------- | -------------------- | ------------------ | ---------- |
| C        | Simone Anzani        | Argos              | definitivo |
| S/O      | Giacomo Bellei       | Robur Angelo Costa | definitivo |
| P        | Alessandro Blasi     | Brolo              | definitivo |
| P        | Dante Boninfante     | Skra Bełchatów     | definitivo |
| C        | Andrea Coali         | Altotevere         | definitivo |
| S        | Pasquale Gabriele    | Atripalda          | definitivo |
| S/O      | Mitja Gasparini      | Hyundai Skywalkers | definitivo |
| S        | Juan Manuel González | Palencia           | definitivo |
| S        | Nikola Kovačević     | Ural               | definitivo |
| S        | Adam White           | Bühl               | definitivo |

| Cessioni | Cessioni            | Cessioni        | Cessioni      |
| R.       | Nome                | a               | Modalità      |
| -------- | ------------------- | --------------- | ------------- |
| S        | Matteo Bolla        | Potentino       | definitivo    |
| S        | Francesco De Marchi | Molfetta        | definitivo    |
| S        | Michele Fedrizzi    | Trentino        | fine prestito |
| S/O      | Mauro Gavotto       | Callipo         | definitivo    |
| C        | Svetoslav Gocev     | Friedrichshafen | definitivo    |
| S/O      | Damir Kosmina       | Olimpia Bergamo | definitivo    |
| P        | Marco Meoni         | -               | ritirato      |
| P        | Harrison Peacock    | ?               | definitivo    |
| C        | Michal Rak          | Tirol           | definitivo    |
| C        | Jaime Viafara       | ?               | definitivo    |

## Risultati

### Serie A1

#### Girone di andata
| 1ª giornata - 20 ottobre 2013 PalaValentia, Vibo Valentia | Callipo           | 3 - 1 | BluVolley Verona   | 27-25, 25-27, 25-19, 25-21        |
| 2ª giornata - 27 ottobre 2013 PalaOlimpia, Verona         | BluVolley Verona  | 3 - 1 | Piemonte           | 25-21, 30-28, 23-25, 25-20        |
| 3ª giornata - 2 novembre 2013 PalaKemon, San Giustino     | Città di Castello | 1 - 3 | BluVolley Verona   | 26-28, 21-25, 25-23, 22-25        |
| 4ª giornata - 9 novembre 2013 PalaOlimpia, Verona         | BluVolley Verona  | 2 - 3 | Sir Safety Perugia | 25-23, 23-25, 16-25, 25-19, 10-15 |
| 5ª giornata - 17 novembre 2013 PalaDeAndrè, Ravenna       | Porto Robur Costa | 2 - 3 | BluVolley Verona   | 21-25, 27-25, 16-25, 37-35, 11-15 |
| 6ª giornata - 5 dicembre 2013 PalaOlimpia, Verona         | BluVolley Verona  | 3 - 1 | Top Volley Latina  | 25-23, 25-22, 23-25, 25-22        |
| 7ª giornata - 1º dicembre 2013 PalaPoli, Molfetta         | Molfetta          | 3 - 0 | BluVolley Verona   | 25-19, 25-23, 25-20               |
| 8ª giornata - 8 dicembre 2013 PalaOlimpia, Verona         | BluVolley Verona  | 0 - 3 | Lube               | 17-25, 20-25, 22-25               |
| 9ª giornata - 15 dicembre 2013 PalaPanini, Modena         | Modena            | 0 - 3 | BluVolley Verona   | 22-25, 20-25, 18-25               |
| 10ª giornata - 22 dicembre 2013 PalaOlimpia, Verona       | BluVolley Verona  | 0 - 3 | Piacenza           | 23-25, 14-25, 17-25               |
| 11ª giornata - 8 gennaio 2014 PalaTrento, Trento          | Trentino          | 1 - 3 | BluVolley Verona   | 25-15, 25-27, 17-25, 23-25        |

#### Girone di ritorno
| 12ª giornata - 11 gennaio 2014 PalaOlimpia, Verona      | BluVolley Verona   | 3 - 0 | Callipo           | 25-21, 25-22, 25-17               |
| 13ª giornata - 19 gennaio 2014 PalaBreBanca, Cuneo      | Piemonte           | 3 - 0 | BluVolley Verona  | 25-18, 25-15, 25-20               |
| 14ª giornata - 26 gennaio 2014 PalaOlimpia, Verona      | BluVolley Verona   | 1 - 3 | Città di Castello | 23-25, 23-25, 25-20, 16-25        |
| 15ª giornata - 2 febbraio 2014 PalaEvangelisti, Perugia | Sir Safety Perugia | 3 - 0 | BluVolley Verona  | 25-8, 25-20, 25-20                |
| 16ª giornata - 9 febbraio 2014 PalaOlimpia, Verona      | BluVolley Verona   | 2 - 3 | Porto Robur Costa | 25-18, 15-25, 25-23, 23-25, 11-15 |
| 17ª giornata - 16 febbraio 2014 PalaBianchini, Latina   | Top Volley Latina  | 2 - 3 | BluVolley Verona  | 17-25, 19-25, 25-23, 25-23, 9-15  |
| 18ª giornata - 23 febbraio 2014 PalaOlimpia, Verona     | BluVolley Verona   | 2 - 3 | Molfetta          | 22-25, 27-25, 21-25, 25-21, 13-15 |
| 19ª giornata - 2 marzo 2014 PalaFontescodella, Macerata | Lube               | 3 - 0 | BluVolley Verona  | 25-17, 25-19, 25-16               |
| 20ª giornata - 19 febbraio 2014 PalaOlimpia, Verona     | BluVolley Verona   | 1 - 3 | Modena            | 20-25, 29-27, 22-25, 19-25        |
| 21ª giornata - 16 marzo 2014 PalaBanca, Piacenza        | Piacenza           | 3 - 0 | BluVolley Verona  | 25-22, 25-12, 25-23               |
| 22ª giornata - 23 marzo 2014 PalaOlimpia, Verona        | BluVolley Verona   | 0 - 3 | Trentino          | 20-25, 21-25, 15-25               |

#### Play-off scudetto
| Quarti di finale (gara 1) - 27 marzo 2014 PalaFontescodella, Macerata | Lube             | 3 - 2 | BluVolley Verona | 22-25, 21-25, 25-19, 27-25, 15-9 |
| Quarti di finale (gara 2) - 30 marzo 2014 PalaOlimpia, Verona         | BluVolley Verona | 0 - 3 | Lube             | 18-25, 18-25, 13-25              |

#### Play-off Challenge Cup
| Quarti di finale (andata) - 6 aprile 2014 PalaDeAndrè, Ravenna  | Porto Robur Costa | 3 - 2 | BluVolley Verona  | 25-13, 32-34, 25-17, 20-25, 15-12 |
| Quarti di finale (ritorno) - 13 aprile 2014 PalaOlimpia, Verona | BluVolley Verona  | 1 - 3 | Porto Robur Costa | 31-29, 20-25, 15-25, 23-25        |

### Coppa Italia

#### Fase a eliminazione diretta
| Quarti di finale - 29 gennaio 2014 PalaEvangelisti, Perugia | Sir Safety Perugia | 3 - 0 | BluVolley Verona | 25-19, 26-24, 25-19 |

## Statistiche

### Statistiche di squadra
| Competizione | Punti | In casa | In casa | In casa | In trasferta | In trasferta | In trasferta | Totale | Totale | Totale |
| Competizione | Punti | G       | V       | P       | G            | V            | P            | G      | V      | P      |
| ------------ | ----- | ------- | ------- | ------- | ------------ | ------------ | ------------ | ------ | ------ | ------ |
| Serie A1     | 25    | 13      | 3       | 10      | 13           | 5            | 8            | 26     | 9      | 17     |
| Coppa Italia | -     | -       | -       | -       | 1            | 0            | 1            | 1      | 0      | 1      |
| Totale       | -     | 13      | 3       | 10      | 14           | 5            | 9            | 27     | 9      | 18     |

G = partite giocate; V = partite vinte; P = partite perse

### Statistiche dei giocatori
| Giocatore     | Serie A1 | Serie A1 | Serie A1 | Serie A1 | Serie A1 | Coppa Italia | Coppa Italia | Coppa Italia | Coppa Italia | Coppa Italia | Totale | Totale | Totale | Totale | Totale |
| Giocatore     | P        | PT       | AV       | MV       | BV       | P            | PT           | AV           | MV           | BV           | P      | PT     | AV     | MV     | BV     |
| ------------- | -------- | -------- | -------- | -------- | -------- | ------------ | ------------ | ------------ | ------------ | ------------ | ------ | ------ | ------ | ------ | ------ |
| S. Anzani     | 26       | 176      | 97       | 72       | 7        | 1            | 7            | 6            | 1            | 0            | 27     | 183    | 103    | 73     | 7      |
| G. Bellei     | 25       | 35       | 28       | 2        | 5        | 1            | 1            | 0            | 0            | 1            | 26     | 36     | 28     | 2      | 6      |
| A. Blasi      | 24       | 5        | 0        | 3        | 2        | 1            | 0            | 0            | 0            | 0            | 25     | 5      | 0      | 3      | 2      |
| D. Boninfante | 26       | 38       | 9        | 18       | 11       | 1            | 1            | 1            | 0            | 0            | 27     | 39     | 10     | 18     | 11     |
| F. Centomo    | 3        | -        | -        | -        | -        | 0            | -            | -            | -            | -            | 3      | -      | -      | -      | -      |
| A. Coali      | 7        | 3        | 2        | 1        | 0        | 0            | 0            | 0            | 0            | 0            | 7      | 3      | 2      | 1      | 0      |
| P. Gabriele   | 1        | 0        | 0        | 0        | 0        | -            | -            | -            | -            | -            | 1      | 0      | 0      | 0      | 0      |
| M. Gasparini  | 26       | 459      | 368      | 41       | 50       | 1            | 9            | 6            | 2            | 1            | 27     | 468    | 374    | 43     | 51     |
| J. González   | 16       | 6        | 6        | 0        | 0        | 0            | 0            | 0            | 0            | 0            | 16     | 6      | 6      | 0      | 0      |
| N. Kovačević  | 5        | 37       | 34       | 1        | 2        | -            | -            | -            | -            | -            | 5      | 37     | 34     | 1      | 2      |
| N. Pesaresi   | 26       | -        | -        | -        | -        | 1            | -            | -            | -            | -            | 27     | -      | -      | -      | -      |
| T. ter Horst  | 24       | 281      | 232      | 33       | 16       | 1            | 10           | 9            | 1            | 0            | 25     | 291    | 241    | 34     | 16     |
| A. White      | 26       | 282      | 241      | 20       | 21       | 1            | 9            | 8            | 1            | 0            | 27     | 291    | 249    | 21     | 21     |
| A. Zingel     | 25       | 237      | 139      | 87       | 11       | 1            | 5            | 4            | 1            | 0            | 26     | 242    | 143    | 88     | 11     |

P = presenze; PT = punti totali; AV = attacchi vincenti; MV = muri vincenti; BV = battute vincenti